# اير سبلاي (فريق موسيقي)
آير سبلاي هو ثنائي غناء وعزف لموسيقى الروك الناعم، يتألف من المغني وكاتب الأغاني وعازف الجيتار الإنجليزي «جراهام راسل»، والمغني الأسترالي الرئيسي «راسل هيتشكوك». حقق الثنائي  سلسلة من النجاحات في جميع أنحاء العالم، بما في ذلك ثمانية من أفضل عشرة أغاني في الولايات المتحدة في أوائل الثمانينيات. تشكل الفريق في أستراليا عام 1975، وضموا العديد من الموسيقيين والمغنيين المصاحبين أثناء تسجيلاتهم وعروضهم. أدخلت «جمعية صناعة التسجيلات الأسترالية (Australian Recording Industry Association (ARIA» إلى «صالة الشهرة Hall of Fame»، في حفل توزيع الجوائز السنوية في 1 ديسمبر 2013. من أغانيهم الناجحة «ضائع في الحب  Lost in Love» و «كل شيء منبعه الحب All Out of Love» و «كل امرأة في العالم Every Woman in the World».

## البومات الفريق
اير سبلاي (1976) Air Supply
بدأ كل شيء (1977) The Whole Thing's Started
الحب والكدمات الأخرى (1977) Love & Other Bruises
دعم الحياة (1979) Life Support
ضائع في الحب (1980) Lost in Love
الشخص الذي تحبه (1981) The One That You Love
الآن وإلى الأبد (1982) Now and Forever
اير سبلاي (1985) Air Supply

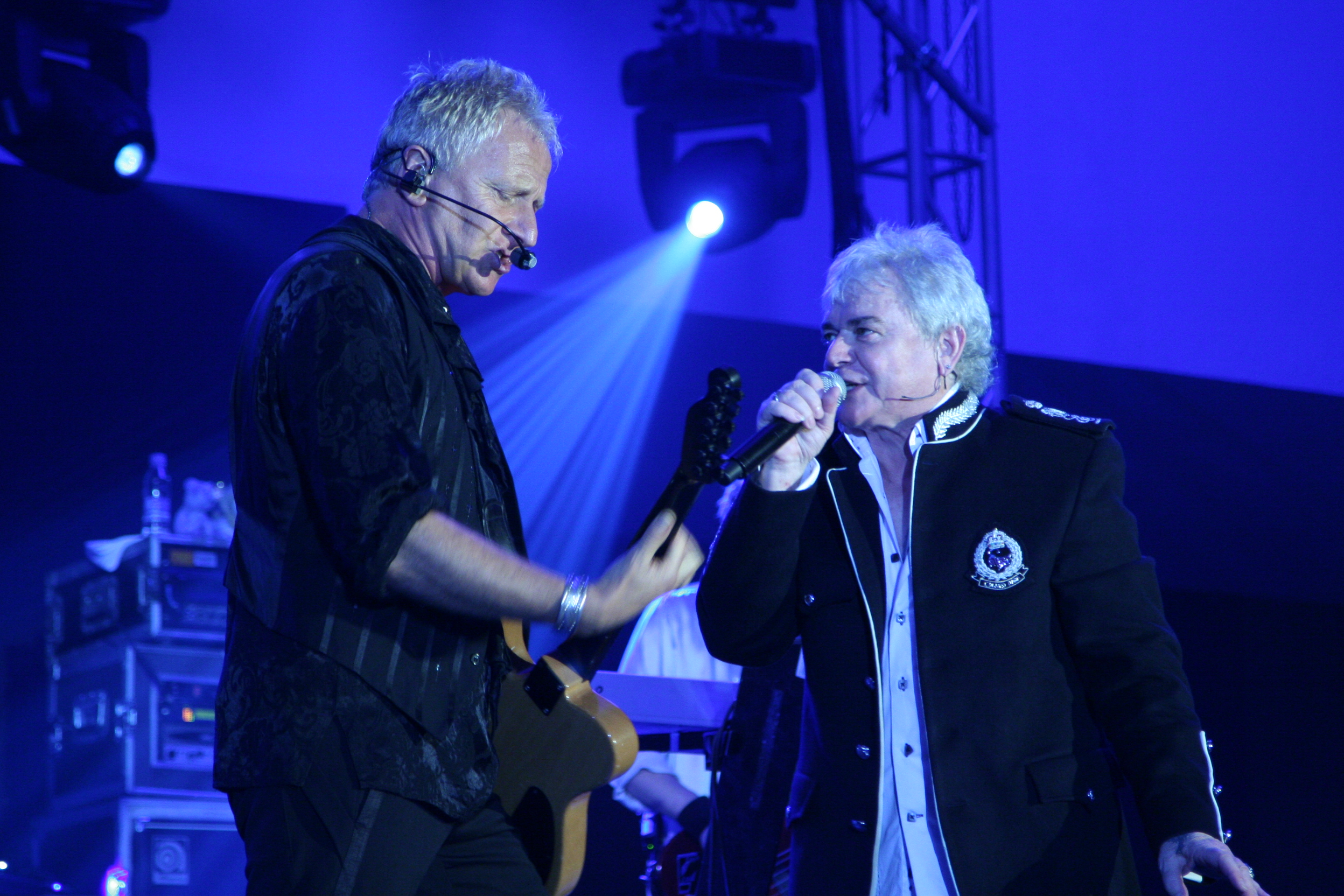

هارتس إن موشن (1986) Hearts in Motion
ألبوم عيد الميلاد (1987) The Christmas Album
الأرض هي... (1991)... The Earth Is
سباق التلاشي (1993) The Vanishing Race
أخبار من لا مكان (1995) News from Nowhere
كتاب الحب (1997) The Book of Love
مخلصك حقًا (2001) Yours Truly
عبر السماء الخرسانية (2003) Across the Concrete Sky
مومبو جامبو (2010) Mumbo Jumbo

## وصلات خارجية
https://www.airsupplymusic.com/ اير سبلاي (فريق موسيقي)
https://web.archive.org/web/20090123050928/http://russellhitchcock.net/ اير سبلاي (فريق موسيقي)
http://www.graham-russell.com/ اير سبلاي (فريق موسيقي) 